# Rainald Goetz
Rainald Maria Goetz (alternativně Reinald M. Goetz; * 24. května 1954, Mnichov) je německý historik, lékař, spisovatel a dramatik. V roce 2015 se stal laureátem Ceny Georga Büchnera.

## Život
Je jedním ze dvou synů chirurga a fotografky. Školní docházku absolvoval z velké části v rodném Mnichově, pouze během školního roku 1971/1972 absolvoval zahraniční pobyt na Luke M. Powers High School ve Flintu ve státě Michigan, USA.. Na univerzitě v Mnichově (LMU) vystudoval paralelně historii a medicínu, obě studia pak zakončil úspěšnou disertací (Dr. phil., Dr. med.).

## Publikační činnost
Rainald Goetz na sebe poprvé výrazně upozornil ještě před publikací své prvotiny Irre (Blázen, 1983). Během čtení svého manifestu „Subito“ v rámci klagenfurtského literárního klání o Cenu Ingeborg Bachmannové si roku 1983 úmyslně rozřízl čelo žiletkou a odmítaje ošetření dočetl soutěžní text se zkrvaveným obličejem. Přestože tehdy žádnou z vyhlašovaných cen nezískal, stal se Goetz podle některých kritiků „mediálním vítězem“ ročníku.
V roce 2012 byl jeho román Johann Holtrop v tzv. širší nominaci na prestižní Německou knižní cenu.

### Přehled děl v originále (výběr)
- Klage: Tagebuchessay. Suhrkamp Verlag, 2014. 446 S.
- Johann Holtrop: Abriss der Gesellschaft: Roman. Berlin: Suhrkamp Verlag, 2012. 343 S.
- Loslabern: Bericht. Frankfurt am Main: Suhrkamp Verlag, 2009. 188 S.
- Jahrzehnt der schönen Frauen. Berlin: Merve Verlag, 2001. 213 S.
- Dekonspiratione: Erzählungen. Frankfurt am Main: Suhrkamp Verlag, 2000. 200 S.
- Abfall für alle: Roman eines Jahres. Frankfurt am Main: Suhrkamp Verlag, 1999. 863 S. (Pozn.: Text vznikl původně jako internetový blog)
- Irre: Roman. (1983; literární prvotina z oblasti psychiatrie)

### České překlady
- Jeff Koons : divadelní hra (orig. 'Jeff Koons'). 1. vyd. Praha: Transteatral, 2005. 142 S. Překlad: Martina Černá

### Ocenění (výběr)
Výběr ocenění vychází mj. z výběru uvedeného na webové stránce Nachtkritik.de.
- 2015 – Cena Georga Büchnera[1][3]
- 2013 – Cena Marieluise Fleißerové (Marieluise-Fleißer-Preis)[1][12]
- 2012 – Berlínská literární cena[1][13][14]
- 2000 – Mülheimská cena za drama za Jeff Koons[1]
- 2000 – Cena Wilhelma Raabeho[1]
- 1999 – Ceny Elsy Lasker-Schülerové za drama (Else-Lasker-Schüler-Dramatikerpreis)[1]
- 1993 – Mülheimská cena za drama za Katarakt[1]
- 1991 – Cena Heinricha Bölla (Heinrich-Böll-Preis)[1]
- 1988 – Mülheimská cena za drama za trilogii Krieg[1][15] (tj. Heiliger Krieg, Schlachten, Kolik; 1986)[16]